# Øyvind Mobakken
Øyvind Mobakken (* 1. Januar 1966) ist ein ehemaliger norwegischer Skilangläufer.

## Werdegang
Mobakken, der für den Nannestad Skiklubb startete, lief im März 1992 in Vang erstmals im Weltcup und belegte dabei den 52. Platz über 50 km klassisch. Im März 1994 holte er in Falun mit dem 13. Platz über 30 km klassisch seine ersten Weltcuppunkte. Dies war zugleich seine beste Einzelplatzierung im Weltcup. In der Saison 1996/97 erreichte er mit vier Platzierungen in den Punkterängen den 59. Platz im Gesamtweltcup, sein bestes Gesamtergebnis. Sein 16. und damit letztes Weltcupeinzelrennen absolvierte er im März 1998 in Oslo, das er auf dem 29. Platz über 50 km klassisch beendete. Seine besten Ergebnisse im Continental-Cup waren der dritte Platz im Dezember 1995 über 15 km klassisch in Savalen und der zweite Rang im Januar 1998 über 10 km klassisch in Åsarna. Bei norwegischen Meisterschaften siegte er viermal mit der Staffel von Nannestad Skiklubb (1993–1996).